# Luke Northmore
Luke Northmore (Plymouth, Inglaterra, 16 de marzo de 1997) es un jugador profesional inglés de rugby que se desempeña en la posición de centro interior en Harlequins FC, equipo perteneciente a la liga Premiership Rugby.

## Carrera
En 2018 comenzó su carrera deportiva con el equipo Cardiff Met RFC, en el cual jugó una temporada (2018-2019), después pasó a Harlequins FC, donde lleva jugando cinco temporadas.